# Marko Kropywnycki

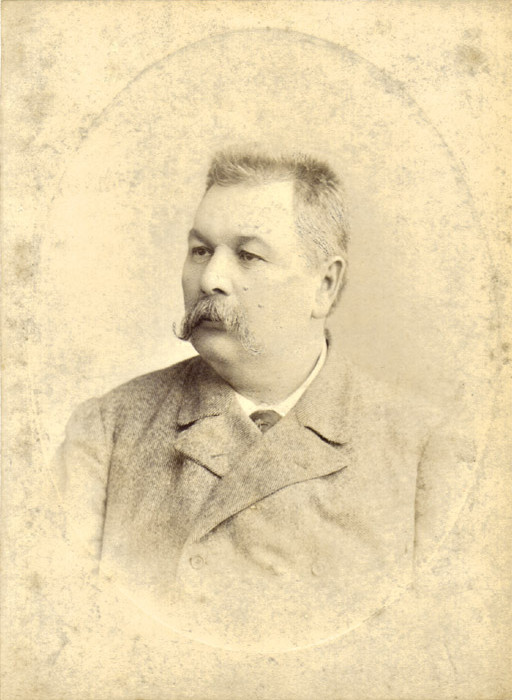
Marko Kropywnycki

Marko Łukycz Kropywnycki herbu Sas ukr. Марко Лукич Кропивницький (ur. 7 maja 1840 w Beżbajrakach k. Bobryńca, zm. 21 kwietnia 1910) – ukraiński dramatopisarz, reżyser, aktor i kompozytor.

## Biografia
W okresie szkolnym pobierał lekcje muzyki u swojej matki, był również członkiem amatorskiego teatru. Po zakończeniu edukacji pracował jako urzędnik w sądzie okręgowym. W 1862 rozpoczął studia prawnicze na Uniwersytecie Kijowskim. Będąc pod wrażeniem przedstawienia teatralnego w miejscowym teatrze napisał swoją pierwszą sztukę Mykyta Starostenko, którą sam potem skrytykował jako dzieło niedoświadczonego autora. Po przerwaniu studiów przeprowadził się do Jelizawetgradu, gdzie w miejscowej bibliotece zapoznał się z literaturą zachodnioeuropejską. W 1871 dołączył do grupy profesjonalnych aktorów, z którą występował przez następne dziesięć lat. Podczas tournée w Galicji występował już jako profesjonalny aktor i reżyser. W 1882 zorganizował własną grupę teatralną, która po roku połączyła się z grupą Mychajła Staryckiego. Kropywnycki objął funkcję głównego reżysera. W późniejszych latach, pomimo pogarszającego się stanu zdrowia nadal aktywnie uczestniczył w przedstawieniach teatralnych. Zmarł w drodze z Odessy, pochowany jest w Charkowie.

## Upamiętnienie
W 2016 miasto Kirowohrad (dawniej Jelizawetgrad) przemianowano na Kropywnycki.